# 孔雀-印地安超星系團
孔雀-印地安超星系團是鄰近本超星系團的一個超星系團。依據宇宙地圖這個網頁的資料，這個超星系團有4個主要的星系團：艾伯耳3656、艾伯耳3698、艾伯耳3742和艾伯耳3747。

## 外部連結
- The Pavo-Indus Supercluster （页面存档备份，存于） from An Atlas of the Universe